# Lliga neerlandesa de futbol 1889-90
La Lliga neerlandesa de futbol 1889–1890 va ser disputat per set equips de les ciutats d'Amsterdam, La Haia, Haarlem i Rotterdam. Els equips van participar en la competició que més tard s'anomenaria Eerste Klasse West; però com que el districte de futbol occidental dels Països Baixos era l'únic que tenia una competició en aquell moment, es podria considerar un campionat nacional. El Koninklijke HFC de Haarlem va guanyar el campionat, però aquest campionat no era oficial, ja que els equips no havien jugat el mateix nombre de partits.

## Classificació de la Lliga
| Pos. | Equip             | PJ | PG | PE | PP | GF | GC | Pts | DG | Notes                                  |
| ---- | ----------------- | -- | -- | -- | -- | -- | -- | --- | -- | -------------------------------------- |
| 1    | Koninklijke HFC   | 9  | 4  | 3  | 2  | 19 | 14 | 11  | +5 |                                        |
| 2    | RAP               | 9  | 4  | 2  | 3  | 7  | 5  | 10  | +2 |                                        |
| 3    | HVV Den Haag      | 8  | 2  | 5  | 1  | 16 | 7  | 9   | +9 |                                        |
| 4    | Olympia Rotterdam | 7  | 2  | 4  | 1  | 6  | 6  | 8   | 0  |                                        |
| 5    | VV Concordia      | 7  | 2  | 2  | 3  | 5  | 7  | 6   | -2 |                                        |
| 6    | VVA               | 5  | 0  | 2  | 3  | 2  | 8  | 2   | -6 | No participen en la següent temporada. |
| 7    | Excelsior Haarlem | 3  | 1  | 0  | 2  | 5  | 13 | 2   | -8 | No participen en la següent temporada. |

PJ = Partits jugats; PG = Partits guanyats; PE = Partits empatats; PP = Partits perduts; GF = Gols a favor; GC = Gols en contra; Pts = Punts; DG = Diferència de gols

## Resultats
| Casa \ Fora | CON | EXC | HFC | HVV | OLY | RAP | VVA |
| ----------- | --- | --- | --- | --- | --- | --- | --- |
| Concordia   |     | –   | 0–1 | –   | 3–1 | 0–1 | 1–0 |
| Excelsior   | 3–0 |     | –   | –   | –   | –   | –   |
| HFC         |     | 6–1 |     | 2–6 | 1–1 | 0–2 | 5–1 |
| HVV         | 1–1 | 7–1 | 1–1 |     | 0–0 | 0–1 | –   |
| Olympia     | 0–0 | –   | –   | 1–1 |     | 1–0 | –   |
| RAP         | –   | –   | 1–2 | 0–0 | 1–2 |     | 1–0 |
| VVA         | –   | –   | 1–1 | –   | –   | 0–0 |     |